# Сігла
Сігла (словац. Sihla) — село в окрузі Брезно Банськобистрицького краю Словаччини. Станом на грудень 2015 року в ньому проживало 190 мешканців.

## Населення
| Рік:            | 1994. | 2004.   | 2014.   | 2024.   |
| --------------- | ----- | ------- | ------- | ------- |
| Кількість осіб: | 199   | 210     | 196     | 177     |
| Різниця:        |       | +5,52 % | -6,66 % | -9,69 % |

| Рік:            | 2023. | 2024.   |
| --------------- | ----- | ------- |
| Кількість осіб: | 179   | 177     |
| Різниця:        |       | -1,11 % |